# パークサイドホテル広島平和公園前
パークサイドホテル広島平和公園前（パークサイドホテルひろしまへいわこうえんまえ）は、広島市中区大手町にあるホテルである。

## 概要
開業は1948年（昭和23年）。高本正夫が現在地にて旅館業を始める。
1983年（昭和58年）5月に「割烹旅館　吉川荘」からビジネスホテルへ変更し、パークサイドホテルを新築、営業開始する。
2006年（平成18年）10月6日「有限会社パークサイドホテル」より「株式会社パークサイドホテル」へ移行する。

## 主な施設

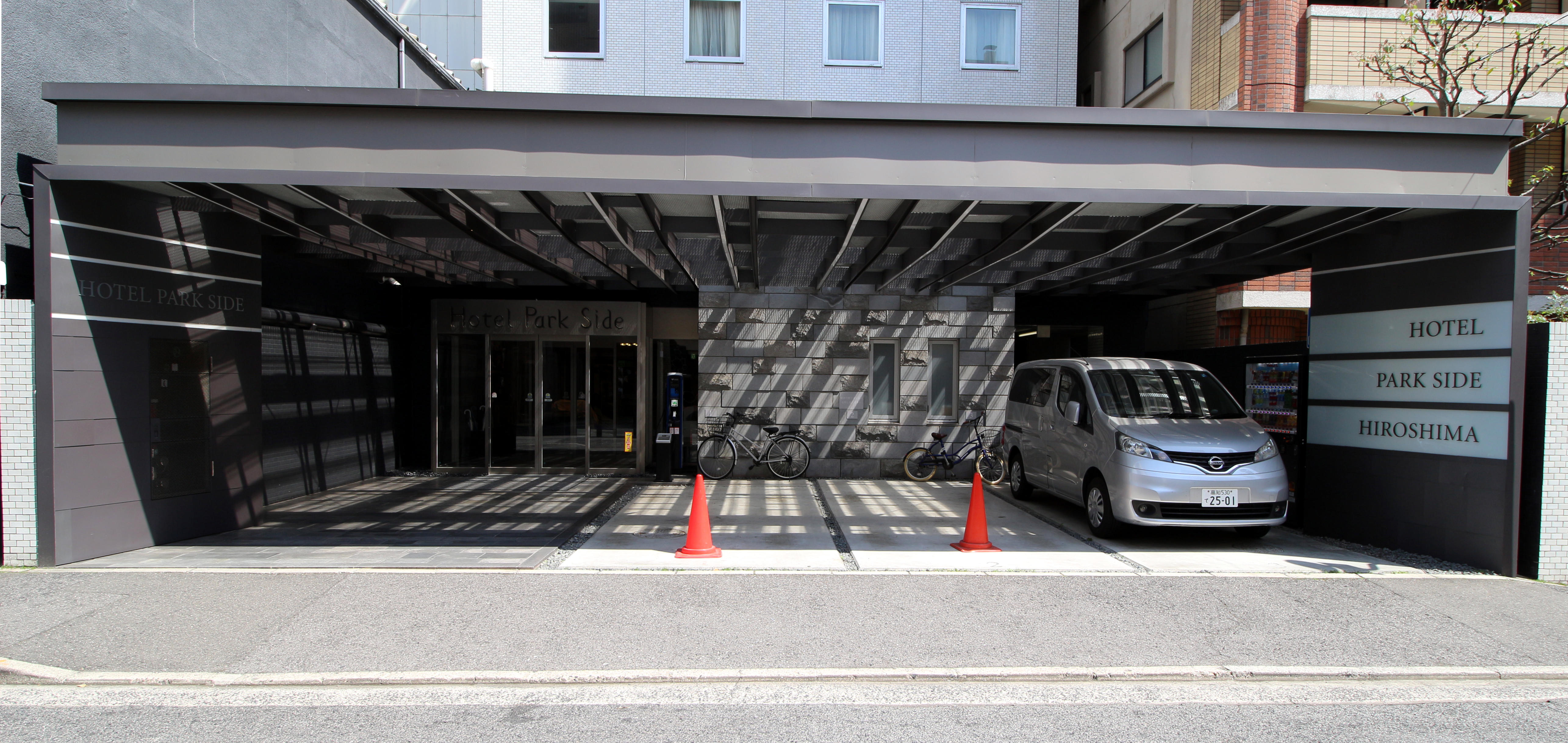
入り口

1F　フロント、ロビー、朝食会場
2 - 10F　客室

## 最寄駅
- 広島電鉄市内電車　本通、袋町
- アストラムライン　本通
- 広島バスセンター
- 広島空港リムジンバス

## 周辺情報
- 広島平和記念公園
- 原爆ドーム
- 広島グリーンアリーナ
- 広島市文化交流会館

## 会社概要
| 代表者       | 代表取締役社長 高本和也                                              |
| 主要取引銀行 | - 三菱UFJ銀行 広島支店 - 広島銀行 本店営業部 - 三井住友銀行 広島支店 |